# Републикански път III-4402
Републикански път IIІ-4402 е третокласен път, част от Републиканската пътна мрежа на България, преминаващ изцяло по територията на Габровска област. Дължината му е 16,9 km.
Пътят се отклонява надясно при 8,5 km на Републикански път II-44 южно от град Севлиево и се насочва на юг покрай левия бряг на река Росица. Минава покрай мотополигона „Горна Росица“ и центъра на село Горна Росица, завива на югоизток, пресича река Росица и навлиза в северните хълмисти части на Черновръшки рид на Средния Предбалкан. Тук последователно преминава през селата Гъбене, Смиловци и Райновци. При последното завива на североизток, слиза от рида при село Враниловци в широката долина на река Лопушница (десен приток на Росица), където отново се свързва с Републикански път II-44 при неговия 20,2 km.
| Пътища, отклоняващи се надясно (населено място, № на пътя, посока на пътя) | km   | Пътища, отклоняващи се наляво (посока на пътя, № на пътя, населено място) |
| -------------------------------------------------------------------------- | ---- | ------------------------------------------------------------------------- |
| Община Севлиево, II-44, 8,5 km →                                           | 0,0  | → 8,5 km, II-44, Община Севлиево                                          |
| с. Горна Росица                                                            | 3,6  | → с. Горна Росица, общински път (за с. Яворец)                            |
| (от гр. Априлци) III-6072, 29,1 km →                                       | 4,7  |                                                                           |
| Община Габрово                                                             | 5,2  | Община Габрово                                                            |
| (за с. Камещица) общински път ←                                            | 6,7  |                                                                           |
| (от гр. Габрово) III-4404, 20,2 km, с. Гъбене →                            | 9,7  | с. Гъбене                                                                 |
| (за с. Борското) общински път, с. Смиловци ←                               | 11,7 | с. Смиловци                                                               |
| (за с. Михайловци) общински път, с. Райновци ←                             | 14,2 | с. Райновци                                                               |
| (за с. Стоевци) общински път ←                                             | 15,4 |                                                                           |
| с. Враниловци                                                              | 15,9 | → с. Враниловци, общински път (за с. Новаковци)                           |
| (до гр. Габрово) II-44, 20,2 km, с. Враниловци ←                           | 16,9 | ← с. Враниловци, 20,2 km, II-44 (от 80 km на I-4)                         |